# Talipariti dalbertisii
Talipariti dalbertisii là một loài thực vật có hoa trong họ Cẩm quỳ. Loài này được (F. Muell.) Fryxell mô tả khoa học đầu tiên năm 2001.